# Kriegskommunismus
Kriegskommunismus (russisch Военный коммунизм Wojenny kommunism) bezeichnet die Wirtschaftspolitik Sowjetrusslands im Zeitraum des Bürgerkriegs von 1918 bis 1921. Der Begriff selbst wurde erstmals nach Einführung der NEP 1921 von den Bolschewiki verwendet, um ihre wirtschaftspolitischen Maßnahmen zu rechtfertigen, die laut Enzyklopädie der Sowjetunion (Erste Auflage 1926) „ihre Ursachen im Bürgerkrieg und in der wirtschaftlichen Verwüstung hatten“.

## Geschichte
Um eine sozialistische Planwirtschaft zu errichten, verabschiedeten die Bolschewiki ab Oktober 1917 zahlreiche Gesetze und Dekrete zur Abschaffung des Privateigentums an den Produktionsmitteln. Neben dem privaten Grundbesitz wurde u. a. auch das Erbrecht abgeschafft und städtischer Grundbesitz enteignet. Die Bolschewiki hatten durch die Oktoberrevolution auch schwerwiegende Probleme übernommen. Sie trafen Maßnahmen gegen Hunger und Lebensmittelknappheit, die durch den Weltkrieg verursacht und danach durch den Russischen Bürgerkrieg verfestigt wurden. Mit Sondervollmachten leitete das im November 1917 gegründete Volkskommissariat für Ernährung eine „Versorgungsdiktatur“ ein, die einen Eckpfeiler des Kriegskommunismus bildete.
Durch einen Beschluss des Rates der Volkskommissare am 15. Januarjul. / 28. Januar 1918greg. wurde die Rote Armee gegründet, um die Macht der Bolschewiki gegen Widerstände zu verteidigen. Sie ging aus der bereits vorher existierenden „Roten Garde“ hervor. Leo Trotzki, Volkskommissar für Militärwesen von 1918 bis 1924, gilt als Gründer der Roten Armee. Die Armee sollte an der früheren Ostfront des Ersten Weltkrieges zunächst ein weiteres Vordringen der Deutschen und der anderen Mittelmächte nach Russland verhindern. Kurz darauf wurde sie im Bürgerkrieg gegen die aufständischen Weißen und die ausländischen Interventionstruppen eingesetzt. Ab Mai 1918 halfen Teile der Armee zudem bei Zwangsrequirierungen von Getreide, die im Rahmen der Versorgungsdiktatur vorgenommen wurden.
Ziel war es vor allem, die gesamte Wirtschaft unter eine zentrale Verwaltung zu bringen. Dies erfolgte vor allem durch Verstaatlichung der Produktionsmittel und der Unternehmen. Der private Handel sollte komplett unterbunden werden und durch ein staatliches Verteilungssystem ersetzt werden. Ebenso sollte das Geld als Tauschmittel abgeschafft werden. In der Verfassung der Russischen Sozialistischen Föderativen Sowjetrepublik (RSFSR) vom Juli 1918 wurde auch die Arbeitspflicht mit dem Leitsatz eingeführt: „Wer nicht arbeitet, hat kein Daseinsrecht.“ Seinen vollen Umfang erreichte der Kriegskommunismus im Jahre 1920/21.
Als Hauptinstrument zur Umsetzung der wirtschaftspolitischen Maßnahmen, also der Zentralisierung der Volkswirtschaft, wurde im Dezember 1917 der „Oberste Volkswirtschaftsrat“ (WSNCh) unter der Führung von Juri Larin eingesetzt. Der Wirtschaftsrat erließ ab Sommer 1918 Dekrete, nach denen private Firmeninhaber, sowie Aktiengesellschaften ohne Entschädigung enteignet wurden und das Vermögen dem Staat unterstellt wurde. In den Firmen selbst wurde die Unternehmensführung von Einzelpersonen auf „Fabrikkomitees“ umgestellt.
Im monetären Bereich sollten laut Parteiprogramm der KP Geld und Finanzen vollständig abgeschafft werden, und die russische Volkswirtschaft mittelfristig in eine Verteilungswirtschaft überführt werden. Ab Mai 1919 setzte eine Hyperinflation ein, als die russische Zentralbank begann, Geldscheine nach Bedarf zu drucken. Nach dem Zusammenbruch des Steuersystems und dem Wegfall jeglicher Staatseinnahmen bei gleichzeitiger Aufblähung der staatlichen Verwaltung (u. a. durch den Wirtschaftsrat) mussten die Bolschewiki enorme Ausgaben bewältigen. Dies sollte durch die Neuemissionen geschehen.
Noch während des anhaltenden Bürgerkrieges gab es Versuche, die Landwirtschaft zu kollektivieren, was bei den Bauern auf Widerstand stieß. In der Folge ging die landwirtschaftliche Produktion erheblich zurück. Dies trug zu einer Verschärfung der Lebensmittelknappheit in den Städten bei, welche die Bolschewiki durch Zwangsrequirierungen von Getreide zu beheben versuchten. Dabei übten beide Bürgerkriegsparteien gleichermaßen Repressionen gegenüber den Bauern und Plünderungen der Getreidevorräte aus.
Unter dem Motto „Alle Macht den Sowjets – keine Macht der Partei“ führten Matrosen am 23. Februar 1921 in Kronstadt einen Aufstand durch. Dieser wurde unter Trotzkis Kommando niedergeschlagen. Zur selben Zeit entwickelten die Bolschewiki die Neue Ökonomische Politik (NEP), die eine teilweise Dezentralisierung der Wirtschaft brachte.
Der zerstörerische Erste Weltkrieg und der sich anschließende Russische Bürgerkrieg, der diese Zerstörung fortführte, hatten den Wirtschaftsorganismus des Landes, das größtenteils noch ein Agrarland war, schon sehr weit beschädigt. Der „Kriegskommunismus“ führte nun durch eine fehlerhafte theoretische Grundlage und eine praktische Umsetzung durch Zwangsmaßnahmen zu weiteren verheerenden wirtschaftlichen Folgen. Statistiken zufolge soll das Bruttosozialprodukt im Jahre 1920 nur noch 33 % des Vorkriegsniveaus betragen haben, ebenso war der Lebensstandard, insbesondere derjenige der Arbeiter, auf ein Drittel von 1913 abgesunken. In den meisten Wirtschaftszweigen war die Produktion drastisch abgesunken.

## Wirtschaftliche Prinzipien des Kriegskommunismus
- Aufhebung des Privateigentums an den wesentlichen Produktionsmitteln (Industrie, Großgrundbesitz, Banken, Verkehrswesen);
- Zentralismus in der Wirtschaft, zentrale Bewirtschaftung der knappen Ressourcen, zentrale Lenkung von Produktion, Verteilung und Verbrauch;
- Konzentration aller wirtschaftlichen Kräfte auf ein Ziel, damals die Versorgung der Roten Armee;
- Bürokratisierung und Militarisierung der Wirtschaft;
- Gewalt, Terror als Mittel zur Durchsetzung wirtschaftlicher Ziele:

Am Ende der Periode des Kriegskommunismus hatte Lenin sein Ziel erreicht, die Partei war an der Macht geblieben, und damit war die Chance gewahrt, die Ziele der Revolution weiter zu verfolgen oder die Zeit bis zur erhofften Weltrevolution zu überstehen.

## Interpretationsmodelle
Über den russischen Bürgerkrieg und den Sinn und Zweck des Kriegskommunismus gibt es unter Historikern verschiedene Interpretationsmodelle. Ein solches Modell orientiert sich an der Totalitarismus-Theorie. Der Kriegskommunismus sei dabei eine konsequente Verwirklichung des Sozialismus-Projekts der Bolschewiki, gestützt auf Lenins vorrevolutionäre Ideen. Der Stalinismus habe laut dieser Interpretation den Kriegskommunismus konsequent fortgesetzt.
Ein Vertreter dieses Interpretationsmodells ist der Oxford-Professor Orlando Figes. Von ihm wird die These, der Kriegskommunismus sei als Notwendigkeit des Bürgerkrieges entstanden, abgelehnt. Er ist vielmehr der Auffassung, die Maßnahmen des Kriegskommunismus hätten den Bürgerkrieg hervorgebracht und seien ein Mittel des Kampfes gegen die inneren Feinde gewesen. Die Einführung des Kriegskommunismus 1918 sei aber eine Reaktion auf die Hungerkrise der Städte gewesen.
Richard Pipes weist darauf hin, dass Lenin im April 1921 behauptete, die bolschewistischen Maßnahmen des Kriegskommunismus seien "durch Krieg und Ruin" erzwungen gewesen, und damit die Verantwortung für die katastrophalen Ereignisse jener Zeit den allgemeinen Umständen und nicht den eigenen Maßnahmen zuschob. Pipes bezeichnet dies als unglaubwürdigen Rechtfertigungsversuch Lenins und zitiert Trotzki, der offen zugegeben habe, dass die Politik des Kriegskommunismus keineswegs nur eine Reaktion auf Ereignisse der Zeit war, sondern die Bolschewiki "mehr" damit erreichen wollten, nämlich "vom Kriegskommunismus allmählich...zum echten Kommunismus überzugehen". Pipes führt außerdem L. Kritsman und L.N. Jurowskij an, der gesagt habe: "Der Kriegskommunismus war nicht nur das Produkt der Kriegsbedingungen und anderer, spontan wirkender Kräfte. Er war auch das Ergebnis einer bestimmten Ideologie, die Realisierung eines bestimmten gesellschaftspolitischen Entwurfs, das Wirtschaftsleben des Landes auf gänzlich neuen Prinzipien zu errichten."
Ein anderes Interpretationsmodell sieht den Kriegskommunismus als eine vorübergehende Abweichung von den Grundsätzen des Aufbaus des Sozialismus, wie sie von Lenin ursprünglich konzipiert worden waren. Der Kriegskommunismus sei dabei ein vorübergehender und erzwungener pragmatischer politischer Kurs, der auf die außerordentlichen Umstände der Revolution und des Bürgerkrieges reagierte.
Der Historiker Wolfgang Leonhard vertritt ein verbreitetes Erklärungsmuster für den Kriegskommunismus: Der Bürgerkrieg zwischen 1918 und 1921 habe dazu geführt, dass wirtschaftliche, militärische und politische Macht zentralisiert, manche revolutionäre Errungenschaften des Jahres 1917 – darunter die Arbeiterkontrolle – beseitigt wurden und sich das diktatorische Element des Bolschewismus verstärkte.
Unabhängig von diesen beiden Interpretationen ist historisch klar, dass Lenin mit dem Kriegskommunismus den Bürgerkrieg überstanden hat. Die Partei der Bolschewiki hatte ihr Ziel erreicht und war an der Macht geblieben. Nach dem Ende des von den Bolschewiki gewonnenen Bürgerkrieges wurde zunächst eine wirtschaftliche Liberalisierung eingeleitet.
Laut dem Historiker Igor Narski zeichnete sich in der internationalen Historiographie eine Tendenz ab, beide Interpretationsmodelle als ungenügend produktiv zu betrachten. Die Politik des Kriegskommunismus werde zumeist als eine merkwürdige Kombination von Grundsätzen bolschewistischer Doktrin und der Notwendigkeit, auf die bittere Realität zu reagieren, beschrieben, weshalb es widersprüchliche Auslegungen, unerwartete Wendungen, Konflikte in der politischen Führung und Bedenken bei der Bestimmung der potentiellen Anhänger und Gegner gegeben habe.

## Sonstige Rezeption
Der Geograph Andreas Malm griff den Kriegskommunismus im Zuge der Wirksamkeit staatlicher Eingriffe während der COVID-19-Pandemie wieder auf und plädierte wieder für seine Adaption angesichts der Klimakrise.